# Золотой лангур
Золотой лангур (лат. Trachypithecus geei) — вид приматов из семейства мартышковых. Видовое название дано в честь британского чайного плантатора и натуралиста Эдварда Причарда Ги (1904—1968).

## Описание
Длина тела золотого лангура составляет от 49 до 72 сантиметров, а длина хвоста от 71 до 94 сантиметров. Масса тела составляет от 9,5 до 12 кг. Окраска шерсти варьирует от кремового до золотисто-жёлтого цвета, приобретая зимой красноватый оттенок. Тёмная мордочка окаймлена длинными волосами, образующими на верхней стороне тела типичный для представителей рода хохол.

## Распространение
Вид распространён на западе индийского штата Ассам, а также в Бутане. Средой обитания вида являются тропические леса.

## Образ жизни

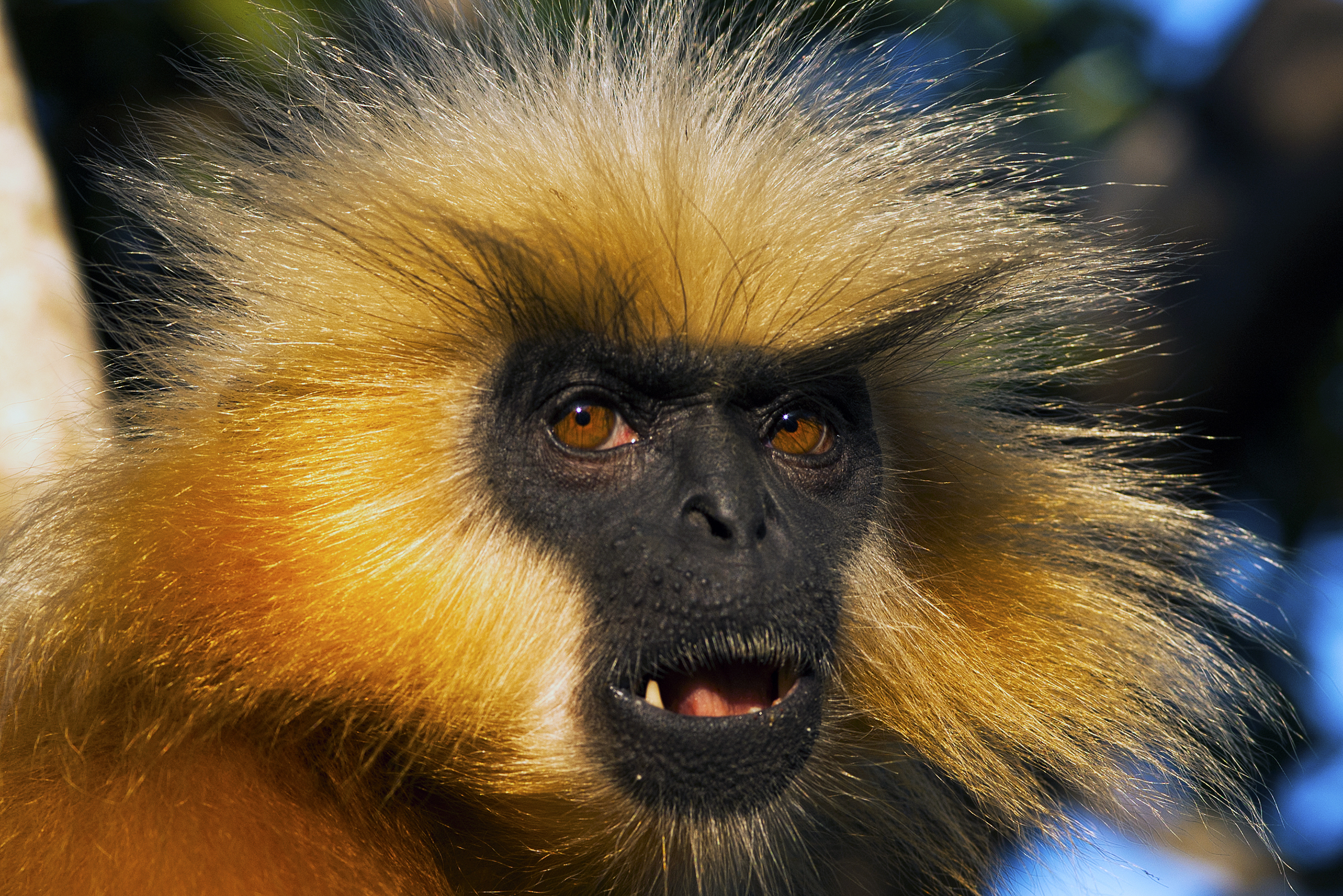
Золотой лангур

Приматы ведут дневной, древесный образ жизни, обитая в основном в верхних ярусах леса. Живут в группах от 2 до 12 животных, которые состоят из одного-двух самцов, нескольких самок и их совместного потомства. Участки отдельных групп могут перекрываться.
Питаются в основном листьями и фруктами. Как и другие тонкотелы, они имеют многокамерные желудки для более эффективного использования трудно перевариваемой растительной пищи.
Через шесть месяцев беременности обычно в июле или августе самка рожает одного детёныша.

## Природоохранный статус
Ареал вида мозаичный и значительно сокращён из-за вырубки леса. Уничтожение среды обитания является главной угрозой для вида. Часть местообитаний в настоящее время находится под охраной в Индии (например, Национальный парк Манас, Национальный парк Казиранга) и в Бутане (например, Национальный парк Манас, Национальный парк Джигме Сингье Вангчука, Заказник Пхибсу). МСОП характеризует вид как вымирающий.